# فرهنگ لیانگ‌ژو
فرهنگ لیانگ‌ژو (انگلیسی: Liangzhu culture)(3300–2300 پیش از میلاد) آخرین فرهنگ ژاد در دلتای رود یانگ تسه بود. این فرهنگ دارای ساختار طبقاتی بالایی بود، زیرا اشیای ساخته شده از ابریشم، عاج و لاک در تدفین‌های افراد برجسته یافت شد، در حالی که سفال بیشتر در گورستان‌های افراد فقیرتر یافت می‌شد. این تقسیم‌بندی طبقاتی نشان می‌دهد که دوره لیانگژو به‌عنوان یک دولت اولیه شناخته می‌شود، که از طریق تمایزات روشن میان طبقات اجتماعی در ساختارهای تدفینی نمادین شده است. یک مرکز شهری گسترده در محل لیانگژو در شمال غربی هانگژو، ژجیانگ ایجاد شده بود، و گروه‌های برجسته از این مکان بر مراکز محلی نظارت می‌کردند. این فرهنگ تأثیر زیادی داشت و حوزه نفوذ آن تا شانشی در شمال و گوانگ‌دونگ در جنوب گسترش یافت. سایت اصلی لیانگژو احتمالاً یکی از قدیمی‌ترین مکان‌های نوسنگی در شرق آسیا است که به‌عنوان یک جامعه دولتی شناخته می‌شود. محوطه شاخص در لیانگژو در شهر یوهانگ، ژجیانگ کشف شد و ابتدا توسط شی شینگن در سال ۱۹۳۶ حفاری شد.
در ۶ ژوئیه ۲۰۱۹، ویرانه‌های باستانی شهر لیانگژو به‌عنوان یونسکو میراث جهانی ثبت شد.

## ناپدید شدن
فرهنگ لیانگژو در حدود ۲۵۰۰ پیش از میلاد شکوفا شد، اما پس از حدود ۲۳۰۰ پیش از میلاد از منطقه دریاچه تایهو ناپدید شد. تقریباً هیچ اثری از این فرهنگ در سال‌های بعد در این منطقه یافت نشد.
تحقیقات اخیر نشان داده است که بالا آمدن سطح آب چندین بار توسعه سکونتگاه انسانی در این منطقه را مختل کرده است. این منجر به نتیجه‌گیری محققان شد که نابودی فرهنگ لیانگژو به‌وسیله تغییرات محیطی شدید مانند سیلاب‌ها اتفاق افتاده است، زیرا لایه‌های فرهنگی معمولاً توسط لایه‌های گل‌آلود یا باتلاقی و لایه‌های شنی-خاکی دفن شده‌اند. یک سناریوی جایگزین پیشنهاد می‌کند که بارش‌های سنگین باد موسمی در این دوره منجر به سیلاب‌های وسیعی شد که سدها و سکونتگاه‌های فرهنگ را نابود کرد. این نظریه توسط مطالعه‌ای در سال ۲۰۲۱ تأیید شد که نشان داد دوره طولانی بارش‌های زیاد (بین ۴۳۴۵ ± ۳۲ سال و ۴۳۲۴ ± ۳۰ سال پیش از امروز) که احتمالاً ناشی از افزایش فرکانس ال نینو–نوسان جنوبی بوده، هم‌زمان با ناپدید شدن فرهنگ بوده است. محققان بیان کردند که «بارش‌های سنگین در سراسر دره میانه-پایینی رود یانگ تسه ممکن است سیلاب‌های رودخانه‌ای و/یا سیلاب‌های دریایی برآمده از دلتای رود یانگ تسه را به‌وجود آورده و بنابراین سکونتگاه انسانی و کشاورزی برنج را مختل کرده است. سیلاب‌های عظیم و غرق شدن به دلیل ضعف سیستم زهکشی در زمین‌های پست ممکن است مردم لیانگژو را مجبور کرده باشد که پایتخت و خانه‌های خود را ترک کنند و در نهایت منجر به فروپاشی کل تمدن لیانگژو شد.» این ممکن است همه در طی یا در قرن‌های پیش از رخداد ۴٫۲ هزار سال پیش که به فروپاشی بیشتر تمدن‌های نخستین بشری، از جمله در تمدن دره سند، پادشاهی کهن مصر و امپراتوری اکد در سومر انجامید، رخ داده باشد.

## ساخت‌وساز شهر و کشاورزی

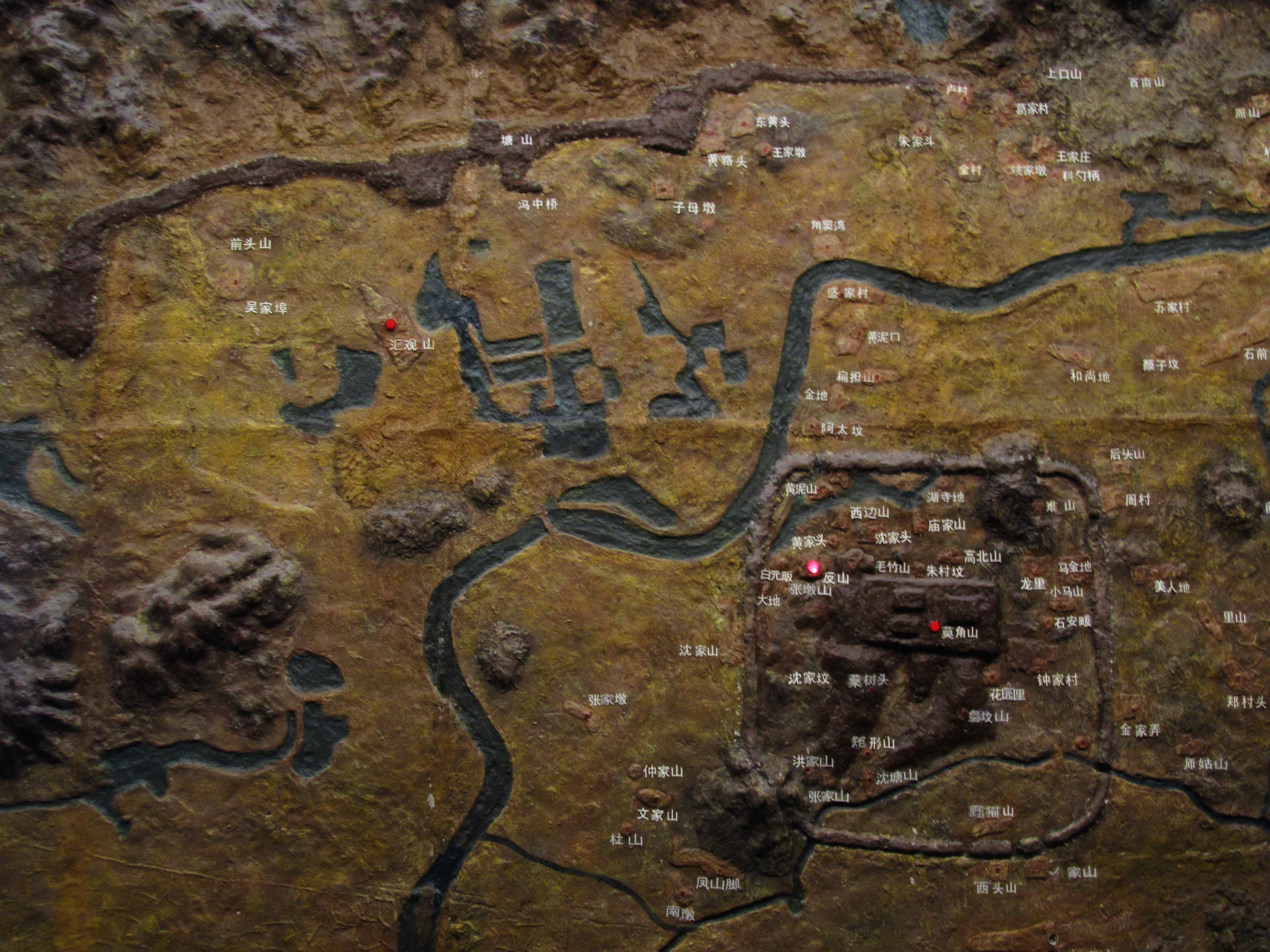
مدل شهر لیانگژو

این فرهنگ دارای کشاورزی پیشرفته‌ای بود که شامل آبیاری، کاشت برنج به روش شالیزار و آبزی‌پروری می‌شد. خانه‌ها معمولاً بر روی پایه‌ساز ساخته می‌شدند، در کنار رودخانه‌ها یا خط ساحلی.
کشف جدیدی از بقایای دیوار پایه‌ای شهر باستانی در تاریخ ۲۹ نوامبر ۲۰۰۷ توسط دولت استانی ژجیانگ اعلام شد. نتیجه‌گیری شد که این سایت مرکز فرهنگ لیانگژو بوده است. یک موزه فرهنگ لیانگژو جدید در سال ۲۰۰۸ تکمیل شد و در اواخر سال افتتاح شد.
شهر باستانی لیانگژو در یک محیط تالابی در دشت شبکه‌های رودخانه‌ای بین کوه‌های داکسیونگ و دازهه در رشته‌کوه تیانمو واقع شده است. گفته می‌شود این شهر بزرگ‌ترین شهر در این دوره زمانی بوده است. مساحت داخلی آن ۲۹۰ هکتار بود و با دیوارهای خاکی احاطه شده که شش دروازه داشت. دو دروازه در دیوارهای شمال، شرق و جنوب قرار داشت. در مرکز آن، سایت کاخ بزرگی قرار داشت که ۳۰ هکتار مساحت داشت و شواهدی از طراحی حفاظتی سیل مصنوعی در داخل شهر نیز یافت شده است. این دو سازه به‌عنوان شاخص‌هایی از پیچیدگی اجتماعی در حال رشد در لیانگژو در آن زمان در نظر گرفته می‌شوند. در انبار غله‌ای که ممکن است در این مکان وجود داشته، تا ۱۵٬۰۰۰ کیلوگرم برنج ذخیره شده بود.